# Hiroshi Hayano
Hiroshi Hayano (jap. 早野 宏史 Hayano Hiroshi; ur. 14 listopada 1955 w prefekturze Kanagawa) – były japoński trener piłkarski i piłkarz występujący na pozycji napastnika.

## Życiorys

### Kariera klubowa
Od 1978 do 1985 roku był zawodnikiem japońskiego klubu Nissan Motors.

### Kariera trenerska
Po zakończeniu piłkarskiej kariery pracował jako trener w klubach: Yokohama Marinos, Gamba Osaka, Kashiwa Reysol i Yokohama F. Marinos.

## Sukcesy

### Trenerskie
Yokohama Marinos
- Zwycięzca J.League: 1995